# Berk Yaygın
Berk Yaygın (* 4. Mai 1983 in Istanbul) ist ein türkischer Schauspieler.

## Leben und Karriere
Berk Yaygın wurde am 4. Mai 1983 in Istanbul geboren. Er studierte an der Mimar Sinan Üniversitesi. Sein Debüt gab er 2009 in dem Film Güz Sancısı. Anschließend bekam er 2011 eine Rolle in Yangın var. Danach war er 2013 in dem Film Sürgün zu sehen. Von 2014 bis 2016 wurde Ayagın für die Fernsehserie Güllerin Savaşı gecastet.
Zwischen 2016 und 2017 spielte er in der Serie Seviyor Sevmiyor die Hauptrolle. Unter anderem trat er in Dolunay auf. 2019 bekam Yaygın in Şampiyon eine Nebenrolle. 2021 setzte er seine Karriere in der Serie Misafir fort.

## Filmografie
Filme
- 2009: Güz Sancısı
- 2011: Yangın var
- 2013: Sürgün

Serien
- 2014–2016: Güllerin Savaşı
- 2016–2017: Seviyor Sevmiyor
- 2017: Dolunay
- 2019–2020: Şampiyon
- 2021: Misafir
- seit 2023: Eyvah Ramazan Bey